# Penny Haxell
Penelope Evelyn (Penny) Haxell es una matemática canadiense, quién es profesora en el Departamento de combinatorias y optimización en la Universidad de Waterloo. Sus intereses de búsqueda incluyen combinatorias extremas y teoría de grafos.
En 1988, ganó un grado de bachelor por la Universidad de Waterloo, y completó un doctorado en 1993 por la Universidad de Cambridge bajo la supervisión de Béla Bollobás. Desde entonces,  ha trabajado en la Universidad de Waterloo, donde esté promovida a profesora plena en 2004.
Sus logros de investigación incluyen resultados en el Szemerédi lema de regularidad de Szemerédi, hipergrafos y generalizaciones del teorema de Hall, grafos fraccionarios empaquetandos, y coloreado fuerte de grafos.
Fue la ganadora 2006 del Krieger– Premio Nelson de la Sociedad Matemática canadiense.